# 岡潔
岡 潔（おか きよし、1901年〈明治34年〉4月19日 - 1978年〈昭和53年〉3月1日）は、日本の数学者。理学博士（京都帝国大学、・論文博士・1940年）。奈良女子大学名誉教授。奈良市名誉市民。従三位勲一等瑞宝章。

## 生涯

### 通史
1901年（明治34年）4月19日に大阪府大阪市東区田島町（現・中央区）で生まれた。父祖の地は和歌山県伊都郡紀見村（現・橋本市柱本）である。1925年（大正14年）、京都帝国大学講師、1929年（昭和4年）、同大学助教授。1929年（昭和4年）、フランス留学。中谷宇吉郎と中谷治宇二郎に出会い、妻の岡ミチも合流する。1932年（昭和7年）、広島文理科大学助教授。1938年（昭和13年）、病気で郷里に戻り、孤高の研究生活に身を投じた。1941年（昭和16年）、北海道帝国大学研究補助。札幌市在住の、終生に亘る心腹の友だった中谷宇吉郎と旧交を温めた。再び帰郷し、郷里で終戦を迎えた。1949年（昭和24年）、奈良女子大学教授。1961年（昭和36年）、橋本市名誉市民。1968年（昭和43年）、奈良市名誉市民。

### 数学者としての挑戦
フランス留学時代に、生涯の研究テーマである多変数複素関数論に出会う。当時まだまだ発展途上であった多変数複素関数論において大きな業績を残した。一変数複素関数論は解析学から数学的解析に至る雛型であり、そこでは幾何、代数、解析が一体となった理論が展開される。本来あるべき数学はこれを多次元化する試みであると考えられる。一変数複素関数論の素朴な一般化は多変数複素関数論であるものの、多変数複素関数論には一変数複素関数論にはなかったような本質的な困難が伴う。これらの困難を一人で乗り越えて荒野を開拓した人物こそ岡である。
具体的には三つの大問題の解決が有名だが、特に当時の重要な未解決問題であったハルトークスの逆問題（レヴィの問題ともいう。および関連する諸問題）に挑み、約二十年の歳月をかけてそれを（内分岐しない有限領域において）解決した。岡はその過程で生み出した概念を不定域イデアルとするが、アンリ・カルタンを筆頭としたフランスの数学者達がこの概念を基に連接層という現代の数学において極めて重要な概念を定義した。また、解析関数であるクザンの第2問題を解くためには、非解析関数である連続関数の問題に置き換えるべきであるとする「岡の原理」も著名である。
その強烈な異彩を放つ業績から、西欧の数学界ではそれがたった一人の数学者によるものとは当初信じられず「岡潔」はニコラ・ブルバキのような数学者集団によるペンネームであろうと思われていたこともある。

### 教育者の側面
京都帝国大学時代には湯川秀樹、朝永振一郎らも岡の講義を受けており、物理学の授業よりもよほど刺激的だったと語っている。
一時期、広島文理科大学時代に精神不安定状態に陥り、学生による講義のボイコットなども経験したが、奈良女子大学時代には、与えられた任務には何事も全身全霊で取り組むという彼の性格から、女子教育に関する論文を書くなど、教育にも心を配った。
広中平祐が33歳でコロンビア大学教授に就任が決まった時、未解決問題であった代数多様体の特異点解消問題について日本数学会で講演した。その内容は、一般的に考えるのでは問題があまりに難しいから、様々な制限条件を付けた形でまずは研究しようという提案であった。その時、岡が立ち上がり、問題を解くためには、広中が提案したように制限条件を付けるのではなく、むしろ逆にもっと理想化した難しい問題を設定して、それを解くべきであると言った。その後、広中は制限を外して理想化する形で解き、フィールズ賞の受賞業績となる。
奈良女子大学退官後、京都産業大学教授となり「日本民族」を講義した。
晩年の主張は超高次元の理想である真善美妙を大切にせよというもので、真には知、善には意、美には情が対応し、それらを妙が統括し智が対応すると述べた。一方で日本民族は人類の中でもとりわけ情の民族であるため、根本は情であるべきとも語った。また日本民族は知が不得手であるため、西洋的なインスピレーションより東洋的な情操・情緒を大切にすることで分別智と無差別智の働きにより知を身につけるべきと提唱している。さらに現代日本は自他弁別本能、理性主義、合理主義、物質主義、共産主義などにより「汚染されている」と警鐘を鳴らし、これらを無明と位置づけ、心の彩りを神代調に戻し生命の喜びを感じることで無限に捨てるべきと述べた。

### 人柄
岡は仏教をある時期まで信仰しており、特に山崎弁栄に帰依していた。岡自身によれば、岡は「純粋な日本人」であり、日本人として持っている「情緒」に基づいて、その数学的世界を創造した。岡はこのような自身の体験に基づいた随筆をいくつか書いていて、一般にはむしろそちらの方でよく知られている。
三高時代、岡は友人に対し「僕は論理も計算もない数学をやってみたい」と語っている。岡の考えでは論理や計算は数学の本体ではなく、表面的なことを追うだけでは答えが見えてこないと思っていた。この見えざる数学の本体に迫ることと、仏教的叡智や情緒の探求は岡にとって表裏一体であったと考えられる。
作家の藤本義一は、岡をモデルとした戯曲『雨のひまわり』を製作するために密着取材をしたことがあり、著書『人生の自由時間』『人生に消しゴムはいらない』で彼の日常生活について記している。岡は起床してすぐに精神分析を行い、高揚している時は「プラスの日」、減退している時は「マイナスの日」と呼んだという。
プラスの日は知識欲が次々湧いて出て、見聞きするあらゆる出来事や物象を徹底的に考察するのだが（例えば、柿本人麻呂の和歌を見ると、内容はもとより人麻呂の生きた時代背景、人麻呂の人物像にまで持論を展開する）、マイナスの日は、寝床から起き上がりもせず一日中眠っており、無理に起こそうとすると「非国民」などと怒鳴る有様であった。この岡の行動を見た藤本は「恐らく岡は躁鬱病であると考えられるが、プラスの日・マイナスの日は一日おき、もしくは数日おき…といった具合で、躁と鬱の交代期間は比較的短かった」と述べている。
日本の未来をいつも憂えていた。漫画家の東海林さだおとの対談は最初断っていたが、実際には盛り上がった。『ショージ君のにっぽん拝見』によると「最近の人間は頭頂葉を使わずに、前頭葉ばかり使っています。自然科学的なものの考えの元は前頭葉にあります。西洋人は前頭葉ばかり使ってきました。だから物質第一主義となったのです」「最近の女性は、あれはいったいなんですか。性欲まる出しにして尻ふりダンスなどしておる。まったく情操の世界から逸脱しておる。仏教では親が子を生むのではなく、子が親を選ぶのだといいます。ですから男女のまじわりは気高く行なわねばなりません」などといい、特に“そして「頭頂葉」といわれるたびに頭のテッペンをバシッとたたかれる。そのありさまは、ほんとにバシッという感じで、先生の腕時計が、そのたびに、カチャカチャと音を立てるほどなのである”という位の興奮ぶりだった。
また画家の坂本繁二郎と対話したのを契機に、日本人の精神統一法について思考を巡らせている。繁二郎が「馬」を描いていた若い頃は分別智の雲が途切れる瞬間無差別智の閃光が差し込むインスピレーションを主とする純西洋型精神統一法を用いていたが、「月」を描くような年頃になってからは分別智の春雨と無差別智の明かりによる情操・情緒を主とする日本的西洋型精神統一法を用いていたという。岡自身も三つの大問題の解決にあたりインスピレーション型（花木型）→梓弓型→情操・情緒型（大木型）と移行してゆき、この日本的西洋型精神統一法と無差別智のみの禅型精神統一法を使い分けることで老後の日常生活を乗り切っていたと語っている。一方最晩年になると世間智については使ってはならないと語っているが、西洋の理性はすべて世間智型平等性智であるため、理性を使わなくてよい社会を建設しなければならないとも語っている。

### 随筆
前述のように晩年は『春宵十話』を皮切りに他人の手を介していくつか随筆が書かれており、教育者の側面や人格の項で触れたような内容が流麗なタッチで記されている。
日本史においては神代は矛盾の無い知情意のもと、素戔嗚尊に代表される「八雲立つ 出雲八重垣 妻籠みに 八重垣つくる その八重垣を」と雄大な歌を詠めるほど健康的であったが、大陸文化伝来と共に氏を表すという悪習（氏姓制度）が入り、それにより日本民族の心は汚れていったという。
まず西行の「心無き 身にもあはれは 知られけり 鴫立つ沢の 秋の夕暮れ」に代表されるように無明を直視したため美しく弱々しい「たをやめぶり」になってしまい、さらに武士の世では源実朝の「箱根路を わが越え来れば 伊豆の海や 沖の小島に 波の寄る見ゆ」のように無明に呑まれすっかり弱まってしまった。
太平の世であった江戸時代に（知と意は抜けているものの）神代調の情や「個性」を歌った松尾芭蕉の歌が出た以外は、神代より後の日本は概ね心が弱っているか、それすら気づかず自他対立に明け暮れていると言えよう。知が暴走しやがて大東亜戦争敗戦という結果を招いた日露戦争以後や、意が暴走し社会が乱れた戦後のように。
また人智の進歩の中で一つのキーワードとなるのが仏教用語でいう「我」で、氏を表す悪習により日本民族は自他弁別本能に取り憑かれ「小我」になってしまったという。
これに対し日本民族の「準中核」に当たるのが「武士道」や「大和魂」に相当する人物で、こうした人物は小我から脱しつつあるため、旧制中学などを利用してこのような人材をまず日本は育てなさいと提言している。
それより上の次元に進むと、日本民族の「中核」である「真我」や「大我」に繋がり、この次元にまで達すると決して自他対立せず衆善奉行できるという。仁徳天皇に自らの皇位継承権を譲るために自殺してしまった菟道稚郎子や、生涯を日本に捧げた昭和天皇は典型例であろうと語っている。

## 略歴
- 1907年（明治40年）
  - 4月 - 柱本尋常小学校に飛び級入学（正規の学齢より1年早く入学）
- 1913年（大正2年）
  - 3月 - 柱本尋常小学校卒業
  - 4月 - 紀見尋常高等小学校高等科へ進み飛び級解消
- 1914年（大正3年）
  - 4月 - 和歌山県立粉河中学校入学
- 1919年（大正8年）
  - 3月 - 和歌山県立粉河中学校卒業
  - 9月 - 第三高等学校理科甲類入学
- 1922年（大正11年）
  - 3月 - 第三高等学校卒業
  - 4月 - 京都帝国大学理学部入学
- 1923年（大正12年）
  - 3月 - 二回生進級時に物理学志望だったのを数学志望に変更。
- 1925年（大正14年）
  - 3月 - 京都帝国大学理学部卒業
  - 4月 - 京都帝国大学理学部講師
- 1927年（昭和2年）
  - 4月 - 第三高等学校講師兼任
- 1929年（昭和4年）
  - 4月 - 京都帝国大学理学部助教授、フランス留学、ソルボンヌ大学ポアンカレ研究所（パリ第6大学フランス国立科学研究センター）所属
- 1932年（昭和7年）
  - 3月 - 広島文理科大学助教授
  - 5月 - 留学終え帰国
- 1935年（昭和10年）
  - 1月 - 前年の暮れ多変数解析関数の分野の現状を展望したベンケ、トゥルレン共著の冊子を入手、ここで取り上げられた問題の解決に取り組む。
  - 9月 - 数学上の最初の発見（インスピレーション型発見）があり、これにより論文ⅠからⅤまで発表。
- 1938年（昭和13年）
  - 6月 - 広島文理科大学休職
- 1939年（昭和14年）
  - 6月 - 数学上の第二の発見（梓弓型発見）があり、これにより論文Ⅵまで発表。
- 1940年（昭和15年）
  - 6月 - 広島文理科大学辞職
  - 10月 - 京都帝国大学から学位授与される。
- 1941年（昭和16年）
  - 10月 - 北海道帝国大学理学部研究補助嘱託
- 1942年（昭和17年）
  - 11月 - 北海道帝国大学理学部研究補助辞職
- 1946年（昭和21年）
  - 8月 - 数学上の第三の発見（情操・情緒型発見）があり、これにより論文Ⅶまで発表。
  - 9月 - 道元の別時
- 1949年（昭和24年）
  - 7月 - 奈良女子大学理家政学部教授[注釈 1]
- 1951年（昭和26年）
  - 3月 - 論文Ⅷを発表
  - 5月 - 日本学士院賞受賞者が皇居に招かれるが、岡は病気を理由に欠席した[8]。
- 1953年（昭和28年）
  - 10月 - 論文Ⅸを発表
- 1954年（昭和29年）
  - 4月 - 京都大学理学部非常勤講師兼任
- 1962年（昭和37年）
  - 9月 - 冬を終えた春の問題を扱った論文Ⅹを発表
- 1964年（昭和39年）
  - 3月 - 奈良女子大学定年退職、京都大学非常勤講師定年退職
  - 4月 - 奈良女子大学名誉教授、奈良女子大学非常勤講師
- 1969年（昭和44年）
  - 4月 - 京都産業大学理学部教授、教養科目「日本民族」担当[9][10]

## 受賞・栄典
- 1951年（昭和26年）- 日本学士院賞
- 1954年（昭和29年）- 朝日文化賞（多変数解析関数に関する研究[3][11]）
- 1960年（昭和35年）- 文化功労者、文化勲章
- 1961年（昭和36年）- 橋本市名誉市民[12]
- 1963年（昭和38年）- 毎日出版文化賞
- 1968年（昭和43年）- 奈良市名誉市民
- 1973年（昭和48年）- 勲一等瑞宝章
- 1978年（昭和53年）- 従三位

## 著作

### 単著
- 『春宵十話』毎日新聞社、1963年。doi:10.11501/2934706。
  - 『春宵十話』角川書店〈角川文庫〉、1969年。
  - 『春宵十話』（改訂新版）毎日新聞社、1972年。doi:10.11501/12408993。
  - 『春宵十話』光文社〈光文社文庫〉、2006年10月。ISBN 4-334-74146-0。
  - 『春宵十話』角川学芸出版〈角川ソフィア文庫〉、2014年5月。ISBN 978-4-044-09464-5。
- 『風蘭』講談社〈講談社現代新書〉、1964年。
  - 『風蘭』角川学芸出版〈角川ソフィア文庫〉、2016年2月。ISBN 978-4-044-00125-4。
- 『紫の火花』朝日新聞社、1964年。
  - 『紫の火花』朝日新聞出版〈朝日文庫〉、2020年3月。ISBN 978-4-022-62004-0。
- 『春風夏雨』毎日新聞社、1965年。
  - 『春風夏雨』角川書店〈角川文庫〉、1970年。
  - 『春風夏雨』（改訂新版）毎日新聞社、1972年。
  - 『春風夏雨』角川学芸出版〈角川ソフィア文庫〉、2014年5月。ISBN 978-4-044-09465-2。
- 『月影』講談社〈講談社現代新書〉、1966年。doi:10.11501/2934709。
- 『春の草 私の生い立ち』日本経済新聞社、1966年。
  - 『春の草 私の生い立ち』日本経済新聞出版社〈日経ビジネス人文庫〉、2010年7月。ISBN 978-4-532-19549-6。 - 日本経済新聞社（1966年刊）の修正、加筆。
- 『春の雲』講談社〈講談社現代新書〉、1967年。doi:10.11501/2934437。
- 『日本のこころ』講談社〈思想との対話 2〉、1967年。
  - 『日本のこころ』講談社〈名著シリーズ〉、1968年。
  - 『日本のこころ』講談社〈講談社文庫〉、1971年。Kindle版、2019年10月
- 『一葉舟』読売新聞社、1968年。
  - 『一葉舟』角川書店〈角川文庫〉、1971年。
  - 『一葉舟』角川学芸出版〈角川ソフィア文庫〉、2016年3月。ISBN 978-4-044-00126-1。
- 『昭和への遺書 敗るるもまたよき国へ』月刊ペン社、1968年。doi:10.11501/2934708。
  - 『昭和への遺書 敗るるもまたよき国へ』（新装版）月刊ペン社、1975年。doi:10.11501/12409585。
- 『わが人生観 心といのち』大和書房、1968年。
  - 『わが人生観 心といのち』大和出版、1972年。
  - 『心といのち』（新装版）大和出版〈わが人生観〉、1984年6月。doi:10.11501/12411403。ISBN 978-4-804-73000-4。 - 解説：松永伍一。
- 『日本民族』月刊ペン社、1968年。
  - 『日本民族』（新装版）月刊ペン社、1975年。
- 『葦牙よ萠えあがれ』心情圏、1969年。
  - 『日本民族の危機 葦牙よ萌えあがれ!』日新報道、2011年10月。ISBN 978-4-817-40727-6。 - 心情圏（1969年刊）の復刻。
  - 『日本民族の危機』土曜社、2020年6月。ISBN 978-4-907-51179-1。
- 『曙』講談社〈講談社現代新書〉、1969年。doi:10.11501/12408584。
- 『神々の花園』講談社〈講談社現代新書〉、1969年。doi:10.11501/12408618。
- 『岡潔集 第1巻』学習研究社、1969年。doi:10.11501/12407442。
収録：春宵十話、宗教について、日本人と直観、日本的情緒、無差別智、私の受けた道義教育、絵画教育について、一番心配なこと、顔と動物性、三河島惨事と教育、義務教育私話、数学を志す人に、数学と芸術、音楽のこと、好きな芸術家、女性を描いた文学者、奈良の良さ、相撲・野球、新春放談、ある想像、中谷宇吉郎さんを思う、吉川英治さんのこと、わが師わが友、春の草（私の生い立ち）、対話・全か無か（岡潔、石原慎太郎）、解題（保田與重郎）、年譜。
  - 『岡潔集 第1巻』学術出版会（発行）日本図書センター（発売）〈学術著作集ライブラリー〉、2008年11月。ISBN 978-4-284-10162-2。 - 学習研究社（1969年刊）の復刻。
- 『岡潔集 第2巻』学習研究社、1969年。
収録：春風夏雨、片雲、女性と数学、若いおかあさまへのお願い、春の日、冬の日、二つのお願い、伊勢神宮参拝の感想、ある日の授業の回想、ふるさとを行く、科学と人間、夜明けを待つ、対話・昭和維新（松下幸之助、岡潔）、解題（保田與重郎）。
  - 『岡潔集 第2巻』学術出版会（発行）日本図書センター（発売）〈学術著作集ライブラリー〉、2008年11月。ISBN 978-4-284-10163-9。 - 学習研究社（1969年刊）の復刻。
- 『岡潔集 第3巻』学習研究社、1969年。
収録：紫の火花、情緒、すみれの言葉、春の日射し、こころ、童心の世界、独創とは何か、新義務教育の是正について、創造性の教育、教育と研究の間、かぼちゃの生いたち、数学と大脳と赤ん坊、ロケットと女性美と古都、秋に思う、春の水音、わが座右の書、おかあさんがたに語る、人間のいのち、幼児と脳のはなし、生命の芽、対話・萌え騰るもの（司馬遼太郎、岡潔）、解題（保田與重郎）。
  - 『岡潔集 第3巻』学術出版会（発行）日本図書センター（発売）〈学術著作集ライブラリー〉、2008年11月。ISBN 978-4-284-10164-6。 - 学習研究社（1969年刊）の復刻。
- 『岡潔集 第4巻』学習研究社、1969年。
収録：科学と仏教、教育を語る、梅日和、弁栄上人伝、人という不思議な生物、一葉舟、ラテン文化とともに、対話・人にほれる（小林茂、岡潔）、解題（保田與重郎）。
  - 『岡潔集 第4巻』学術出版会（発行）日本図書センター（発売）〈学術著作集ライブラリー〉、2008年11月。ISBN 978-4-284-10165-3。 - 学習研究社（1969年刊）の復刻。
- 『岡潔集 第5巻』学習研究社、1969年。
収録：講演集 こころと国語、私のみた『正法眼蔵』、教育論序説、二十世紀の奇蹟――光明主義、義務教育について、小我を超える――救いへの唯一の道、「情」というものについて、日本の教育への提言、日本民族のこころ、日本人は自己を見失っている、自己とは何かを『正法眼蔵』にきく、愛国、産業界に訴える、こころの世界、中谷治宇二郎君の思い出、対話・美へのいざない（井上靖、岡潔）、解題（保田與重郎）。
  - 『岡潔集 第5巻』学術出版会（発行）日本図書センター（発売）〈学術著作集ライブラリー〉、2008年11月。ISBN 978-4-284-10166-0。 - 学習研究社（1969年刊）の復刻。
- 『春雨の曲』 第8稿、真情会、1978年7月。 - 書き直した作品だが絶筆により未完となり、没後出版となった。
- 『春雨の曲』 第7稿、真情会、1978年9月。 - 完成形だが取り下げ、没後出版となった。
金星の娘との出会い、生命と物質の関係、天衆の挨拶、第一の心である自然科学の顕在識（第一識から第六識）と西洋人に存在する潜在識（無明の入る第七識）、第二の心である東洋人に存在する悟り識（第八識から第十五識）、世間智を用いる自他の別、分別智を用いる時空の框、分別智と無差別智を用いる発見（インスピレーション型発見と梓弓型発見と情操・情緒型発見）、無差別智（大円鏡智・平等性智・妙観察智・成所作智）を用いる純粋直観（知的純粋直観と情的純粋直観と意的純粋直観）、九識論を上回る日本人に存在する第十識「真情」への到達（情が知や意より先であることの当然性）、過度だと早死にを招く抜き身を自浄其意で起こすことによる第十一識「時」への到達（道元の別時）、男女の別を懐かしさと喜びから生じる好みで超えることによる第十二識「主宰性」への到達（天照大神と天月読尊の見神）、第十三識「造化」、第十四識「帰趣」、第十五識「内外」などの最晩年の境地も描かれている[13]。
- 『岡潔講演集』市民大学講座出版局〈エク・ディエス選書 3〉、1978年10月。 - 解説：松下正寿。
- 『岡潔 日本の心』日本図書センター〈人間の記録 54〉、1997年12月。ISBN 978-4-820-54297-1。
- 『情緒の教育』燈影舎、2001年11月。ISBN 978-4-924-52044-8。
- 『情緒と創造』講談社、2002年2月。ISBN 978-4-062-11173-7。
- 『日本の国という水槽の水の入れ替え方 憂国の随想集』成甲書房、2004年4月。ISBN 978-4-880-86163-0。
- 『岡潔／胡蘭成　近代浪漫派文庫 37』新学社、2004年11月。ISBN 978-4-786-80095-5。
収録：唯心史観、春宵十話、日本人としての自覚、日本的情緒 ほか
- 『情緒と日本人』PHP研究所、2008年1月。ISBN 978-4-569-69552-5。
  - 『情緒と日本人』PHP研究所〈PHP文庫〉、2015年4月。ISBN 978-4-569-76362-0。
- 山折哲雄 編『夜雨の声』角川学芸出版〈角川ソフィア文庫〉、2014年9月。ISBN 978-4-044-09470-6。
- 『岡潔 数学を志す人に』平凡社〈STANDARD BOOKS〉、2015年12月。ISBN 978-4-582-53153-4。
- 森田真生 編『数学する人生』新潮社、2016年2月。ISBN 978-4103398912。
  - 森田真生 編『数学する人生』新潮社〈新潮文庫〉、2019年4月。ISBN 978-4101012513。
- 『岡潔bot集』真情会、2018年10月。
- 『岡潔聴雨録bot集』真情会、2018年10月。

### 共著
- 小林秀雄『対話 人間の建設』新潮社、1965年。
  - 小林秀雄『対話 人間の建設 新装版』新潮社、1978年3月。
  - 小林秀雄『人間の建設』新潮社〈新潮文庫〉、2010年3月。ISBN 978-4-101-00708-3。電子書籍も刊
- 林房雄『心の対話』日本ソノサービスセンター、1968年3月。
  - 林房雄『心の対話』土曜社、2020年9月。ISBN 978-4-907-51182-1。電子書籍も刊
- 『岡潔先生二十年祭記念 聴雨録―師弟座談集』真情会、1998年3月。
- 司馬遼太郎『萌え騰るもの』土曜社、2020年7月。ISBN 978-4-907-51181-4。電子書籍も刊
- 『岡潔対談集』朝日新聞出版〈朝日文庫〉、2021年5月。ISBN 978-4-022-62050-7。
収録：司馬遼太郎「萌え騰るもの」、井上靖「美へのいざない」、時実利彦「人間に還れ」、山本健吉「連句芸術」、講演「こころと国語」
- 岡潔、森本弘『岡潔の教育論』中沢新一編、コトニ社、2023年3月。ISBN 978-4-910-10810-0。

### 論文集
- Oka, Kiyoshi (1961) (French). Sur les fonctions analytiques de plusieurs variables. Tokyo, Japan: Iwanami Shoten. p. 234 - Includes bibliographical references.
  - Oka, Kiyoshi (1983) (French). Sur les fonctions analytiques de plusieurs variables (Nouv. éd. augmentée. ed.). Tokyo, Japan: Iwanami. p. 246
- 『岡潔先生遺稿集』 全7集、論文集刊行会、1983年12月。 - 数学論文集。解説：秋月康夫。
- Oka, Kiyoshi (1984). Reinhold Remmert. ed (English, French (translation)). KIYOSHI OKA COLLECTED PAPERS. English translation from the French by Raghavan Narasimhan; With Commentaries by Henri Cartan. Springer-Verlag. p. 223. ISBN 978-3-540-13240-0

### 公表論文
1. Oka, Kiyoshi (1936). “Domaines convexes par rapport aux fonctions rationnelles”. Journal of Science of the Hiroshima University 6:  pp. 245-255. PDF TeX
2. Oka, Kiyoshi (1937). “Domaines d'holomorphie”. Journal of Science of the Hiroshima University 7:  pp. 115-130. PDF TeX
3. Oka, Kiyoshi (1939). “Deuxième problème de Cousin”. Journal of Science of the Hiroshima University 9:  pp. 7-19. PDF TeX
4. Oka, Kiyoshi (1941). “Domaines d'holomorphie et domaines rationnellement convexes”. Japanese Journal of Mathematics 17:  pp. 517-521. PDF TeX
5. Oka, Kiyoshi (1941). “L'intégrale de Cauchy”. Japanese Journal of Mathematics 17:  pp. 523-531. PDF TeX
6. Oka, Kiyoshi (1942). “Domaines pseudoconvexes”. Tôhoku Mathematical Journal 49:  pp. 15-52. PDF TeX
7. Oka, Kiyoshi (1950). “Sur quelques notions arithmétiques”. Bulletin de la Société Mathématique de France 78:  pp. 1-27. PDF TeX
8. Oka, Kiyoshi (1951). “Lemme fondamental”. Journal of Mathematical Society of Japan 3:  pp. 204-214, pp. 259-278. PDF TeX
9. Oka, Kiyoshi (1953). “Domaines finis sans point critique intérieur”. Japanese Journal of Mathematics 27:  pp. 97-155. PDF TeX
10. Oka, Kiyoshi (1962). “Une mode nouvelle engendrant les domaines pseudoconvexes”. Japanese Journal of Mathematics 32:  pp. 1-12. PDF TeX
11. Oka, Kiyoshi (1934). “Note sur les familles de fonctions analytiques multiformes etc.”. Journal of Science of the Hiroshima University Ser.A 4:  pp. 93-98. PDF TeX
12. Oka, Kiyoshi (1941). “Sur les domaines pseudoconvexes”. Proc. Imp. Acad. Tokyo 17:  pp. 7-10. PDF TeX
13. Oka, Kiyoshi (1949). “Note sur les fonctions analytiques de plusieurs variables”. Kodai Math. Sem. Rep. Nos.5-6:  pp. 15-18. PDF TeX